# Obed Vargas
Obed Gomez Vargas (* 5. August 2005 in Anchorage) ist ein US-amerikanisch-mexikanischer Fußballspieler. Der Mittelfeldspieler steht aktuell bei den Seattle Sounders unter Vertrag und spielt für die mexikanische Nationalmannschaft.

## Karriere
Vargas begann beim Cook Inlet SC mit dem Fußballspielen, bevor er nach Washington zog und der Jugendakademie der Seattle Sounders beitrat. Nach zwei Jahren in der Akademie unterschrieb er am 7. Mai 2021 einen Profivertrag beim Farmteam Tacoma Defiance. Nur zwei Tage später, am 9. Mai 2021, gab er sein Debüt für Tacoma beim 1:1-Unentschieden in der USL Championship gegen LA Galaxy II.
Sein MLS-Debüt feierte er am 22. Juli 2021 für die Sounders, als er zusammen mit weiteren Spielern von Tacoma Defiance für ein Spiel gegen Austin FC in die erste Mannschaft berufen wurde, um verletzte Spieler zu kompensieren. Mit nur 15 Jahren und 351 Tagen war Vargas der drittjüngste Spieler, der je in der MLS spielte. Im Dezember 2021 unterzeichnete er einen offiziellen Homegrown-Spielervertrag bei den Sounders und wurde in den ersten Spielen der Saison 2022 direkt Stammspieler. Er bestritt zwei Partien der CONCACAF Champions League dabei und konnte dabei starke Leistungen zeigen. Trainer Brian Schmetzer verglich ihn mit Cristian Roldan in dessen Rookie-Saison und betonte, dass Vargas ein „toller Spieler für den Klub“ werde. Im Final-Rückspiel der CONCACAF Champions League 2022, das Seattle mit 3:0 gegen die UNAM Pumas gewann, wurde Vargas früh für den verletzten João Paulo eingewechselt.
Bis Ende Juni 2022 bestritt Vargas 13 Einsätze, musste dann jedoch aufgrund einer Fraktur im Rücken eine längere Pause einlegen. Nach seiner Rückkehr in die Saison 2023 spielte er nur in wenigen Partien, bevor er am 30. April 2024 sein erstes MLS-Tor erzielte – in einem nach heftigen Regenfällen verschobenen Spiel gegen Philadelphia Union.

## Nationalmannschaft
Vargas war sowohl für Mexiko als auch für die Vereinigten Staaten spielberechtigt.
Seine nationale Karriere begann 2020, als er in das Trainingslager der U-15 der USA berufen wurde. Im Jahr 2022 folgte der Ruf zur U-20-Auswahl, bevor er 2023 in den Kader der U-23 berufen wurde, um in Freundschaftsspielen gegen Mexiko und Japan zu spielen.
Am 21. Mai 2024 nutzte Vargas die Möglichkeit eines einmaligen Verbandswechsels und entschied sich, künftig für Mexiko aufzulaufen. Schon im Juni 2024 wurde er in die U-20 Mexikos berufen, um sich in Freundschaftsspielen für die CONCACAF U-20-Meisterschaft vorzubereiten. Im August 2024 folgte die Nominierung zur U-23 für Freundschaftsspiele gegen Panama.
Anfang Oktober 2024 wurde Vargas für Freundschaftsspiele gegen den spanischen Klub FC Valencia und die USA erstmalig in die A-Nationalmannschaft Mexikos berufen. Am 15. Oktober 2024 feierte er sein Debüt, als er im Freundschaftsspiel gegen die USA in der 83. Spielminute für Jesús Angulo eingewechselt wurde. Mexiko gewann das Spiel mit 2:0, und Vargas wurde der erste Alaskaner, der je für eine Fußballnationalmannschaft auflief.

## Erfolge
Seattle Sounders
- CONCACAF Champions League: 2022